# Lazkao
Lazkao (spanisch Lazcano) ist eine kleine Stadt in der Provinz Gipuzkoa im Baskenland in Nordspanien. Sie hat 6.055 Einwohner (Stand: 2024).